# Cleretum
A Cleretum a szegfűvirágúak (Caryophyllales) rendjébe, ezen belül a kristályvirágfélék (Aizoaceae) családjába tartozó nemzetség.
Talán nemzetségcsoportjának az egyetlen nemzetsége; bár vannak akik egyes szinonimáit önálló nemzetségként tartják számon.

## Előfordulásuk
A Cleretum-fajok természetes körülmények között kizárólag a Dél-afrikai Köztársaság területén találhatók meg. A Madeira-szigetekre betelepítette az ember.

## Rendszerezés
A nemzetségbe az alábbi 13 faj tartozik:
- Cleretum apetalum (L.f.) N.E.Br.
- Cleretum bellidiforme (Burm.f.) G.D.Rowley
- Cleretum booysenii (L.Bolus) Klak
- Cleretum bruynsii Klak
- Cleretum clavatum (Haw.) Klak
- Cleretum herrei (Schwantes) Ihlenf. & Struck
- Cleretum hestermalense (Ihlenf. & Struck) Klak
- Cleretum lyratifolium Ihlenf. & Struck
- Cleretum maughanii (N.E.Br.) Klak
- Cleretum papulosum (L.f.) N.E.Br. - típusfaj
- Cleretum patersonjonesii Klak
- Cleretum pinnatifidum (L.f.) N.E.Br.
- Cleretum rourkei (L.Bolus) Klak